# Папа Јован XIII
Папа Јован XIII (лат. Ioannes XIII; Рим - Рим, 6. септембар 972) је био 133. папа од 6. октобра 965. до 6. септембра 972.